# Amphineurus nothofagi
Amphineurus nothofagi är en tvåvingeart som beskrevs av Alexander 1925. Amphineurus nothofagi ingår i släktet Amphineurus och familjen småharkrankar. Inga underarter finns listade i Catalogue of Life.